# Kóvrino
Kóvrino (en rus: Коврино) és un poble (una khútor) de l'óblast de Rostov, a Rússia, segons el cens rus del 2010 tenia 978 habitants. Pertany al districte de Proletarsk.